# Semproni Malatesta de Sogliano
Semproni Malatesta de Sogliano (1528 - 1624) fou fill de Joan Malatesta de San Giovanni, que va succeir al seu pare com a comte de San Giovanni in Galilea el 1577 i el 1593 fou associat al govern de Sogliano (amb dret a la meitat del comtat) pels seus parents els comtes que van conservar l'altra meitat entre els tres. També va rebre la quota del comtat de Pondo però per un laude arbitral el va haver de cedir el 1600 al Marquès de Roncofreddo. Va tenir problemes amb la justícia del Papa perquè va donar refugi a alguns bandits. Va morir a [Pesaro] l'agost del 1624 als 95 anys. Estava casat amb Pòrzia i en segones noces amb Fúlvia Ardici. Va tenir cinc fills: Juli Cèsar (mort l'abril del 1613), Malatesta IV Malatesta de Sogliano, Doralice (monja), Francesca (monja) i una cinquena filla de nom no conservat.